# 김덕일
김덕일(1990년 7월 11일 ~ )은 대한민국의 축구 선수이며, 포지션은 공격수이다.